# Olympische Sommerspiele 2024/Teilnehmer (Trinidad und Tobago)
| Gelbes Symbol für Goldmedaillen mit stilisierten Olympischen Ringen | Graues Symbol für Silbermedaillen mit stilisierten Olympischen Ringen | Braundes Symbol für Bronzemedaillen mit stilisierten Olympischen Ringen |
| ------------------------------------------------------------------- | --------------------------------------------------------------------- | ----------------------------------------------------------------------- |
| —                                                                   | —                                                                     | —                                                                       |

Trinidad und Tobago nahm an den Olympischen Spielen 2024 vom 26. Juli bis zum 11. August 2024 in Paris teil. Es war die insgesamt 19. Teilnahme an Olympischen Sommerspielen.

## Teilnehmer nach Sportarten

### Leichtathletik
Jereem Richards konnte die Olympianormen des Weltverbandes in zwei Disziplinen erreichen. Zudem konnten sich bei den World Athletics Relays 2024 zwei Staffeln des Landes qualifizieren.
Laufen und Gehen
| Athleten                                                  | Wettbewerb | Vorlauf     | Vorlauf | Halbfinale    | Halbfinale    | Finale        | Finale        | Rang          |
| Athleten                                                  | Wettbewerb | Zeit        | Rang    | Zeit          | Rang          | Zeit          | Rang          | Rang          |
| --------------------------------------------------------- | ---------- | ----------- | ------- | ------------- | ------------- | ------------- | ------------- | ------------- |
| Frauen                                                    |            |             |         |               |               |               |               |               |
| Michelle-Lee Ahye                                         | 100 m      | 11,33 s     | 4       | ausgeschieden | ausgeschieden | ausgeschieden | ausgeschieden | ausgeschieden |
| Leah Bertrand                                             | 100 m      | 11,27 s     | 3       | 11,37 s       | 9             | ausgeschieden | ausgeschieden | ausgeschieden |
| Akilah Lewis Solé Frederick Sanaa Frederick Leah Bertrand | 4 × 100 m  | 43,99 s     | 8       | —             | —             | ausgeschieden | ausgeschieden | ausgeschieden |
| Männer                                                    |            |             |         |               |               |               |               |               |
| Devin Augustine                                           | 100 m      | 10,30 s     | 5       | ausgeschieden | ausgeschieden | ausgeschieden | ausgeschieden | ausgeschieden |
| Jereem Richards                                           | 400 m      | 44,31 s     | 2       | 44,33 s       | 2             | 43,78 s       | 4             | 4             |
| Renny Quow Jereem Richards Jaden Marchan Shakeem Mc Kay   | 4 × 400 m  | 3:06,73 min | 8       | —             | —             | ausgeschieden | ausgeschieden | ausgeschieden |

Springen und Werfen
| Athleten        | Wettbewerb  | Qualifikation | Qualifikation | Finale        | Finale        | Rang |
| Athleten        | Wettbewerb  | Weite/Höhe    | Rang          | Weite/Höhe    | Rang          | Rang |
| --------------- | ----------- | ------------- | ------------- | ------------- | ------------- | ---- |
| Frauen          |             |               |               |               |               |      |
| Portious Warren | Kugelstoßen | 17,22 m       | 22            | ausgeschieden | ausgeschieden | 22   |
| Männer          |             |               |               |               |               |      |
| Keshorn Walcott | Speerwurf   | 83,02 m       | 11            | 86,16 m       | 7             | 7    |

### Radsport
Über die entsprechenden Qualifikationsranglisten im Bahnradsport konnte je zwei Startplätze für die Wettbewerbe im Sprint und Keirin der Männer erreicht werden.

#### Bahn
| Athleten      | Wettbewerb | Rang |
| ------------- | ---------- | ---- |
| Männer        |            |      |
| Kwesi Browne  | Sprint     | 26   |
| Kwesi Browne  | Keirin     | 23   |
| Nicholas Paul | Sprint     | 11   |
| Nicholas Paul | Keirin     | 13   |

### Schwimmen
Die Olympischen Normzeiten des Weltverbandes konnte Dylan Carter in zwei Wettbewerben erreichen.
| Athleten      | Wettbewerb     | Vorlauf     | Vorlauf | Halbfinale    | Halbfinale    | Finale        | Finale        | Rang |
| Athleten      | Wettbewerb     | Zeit        | Rang    | Zeit          | Rang          | Zeit          | Rang          | Rang |
| ------------- | -------------- | ----------- | ------- | ------------- | ------------- | ------------- | ------------- | ---- |
| Frauen        |                |             |         |               |               |               |               |      |
| Zuri Ferguson | 100 m Rücken   | 1:02,75 min | 27      | ausgeschieden | ausgeschieden | ausgeschieden | ausgeschieden | 27   |
| Männer        |                |             |         |               |               |               |               |      |
| Dylan Carter  | 50 m Freistil  | 22,18 s     | 29      | ausgeschieden | ausgeschieden | ausgeschieden | ausgeschieden | 29   |
| Dylan Carter  | 100 m Freistil | 49,35 s     | 34      | ausgeschieden | ausgeschieden | ausgeschieden | ausgeschieden | 34   |